# ATP6V1E1
ATP6V1E1 (англ. ATPase H+ transporting V1 subunit E1) – білок, який кодується однойменним геном, розташованим у людей на короткому плечі 22-ї хромосоми. Довжина поліпептидного ланцюга білка становить 226 амінокислот, а молекулярна маса — 26 145.
| 10         |  | 20         |  | 30         |  | 40         |  | 50         |
| ---------- |  | ---------- |  | ---------- |  | ---------- |  | ---------- |
| MALSDADVQK |  | QIKHMMAFIE |  | QEANEKAEEI |  | DAKAEEEFNI |  | EKGRLVQTQR |
| LKIMEYYEKK |  | EKQIEQQKKI |  | QMSNLMNQAR |  | LKVLRARDDL |  | ITDLLNEAKQ |
| RLSKVVKDTT |  | RYQVLLDGLV |  | LQGLYQLLEP |  | RMIVRCRKQD |  | FPLVKAAVQK |
| AIPMYKIATK |  | NDVDVQIDQE |  | SYLPEDIAGG |  | VEIYNGDRKI |  | KVSNTLESRL |
| DLIAQQMMPE |  | VRGALFGANA |  | NRKFLD     |  |            |  |            |

A: Аланін

C: Цистеїн

D: Аспарагінова кислота

E: Глутамінова кислота

F: Фенілаланін

G: Гліцин

H: Гістидин

I: Ізолейцин

K: Лізин

L: Лейцин

M: Метіонін

N: Аспарагін

P: Пролін

Q: Глутамін

R: Аргінін

S: Серин

T: Треонін

V: Валін

Кодований геном білок за функціями належить до гідролаз, фосфопротеїнів. 
Задіяний у таких біологічних процесах, як транспорт іонів, транспорт, транспорт протонів, ацетилювання, альтернативний сплайсинг. 